# 冬季六邊形

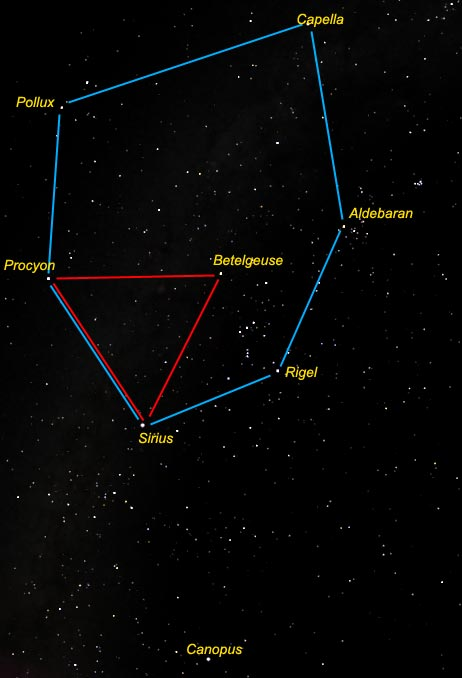
紅色 = 冬季大三角，藍色 = 冬季六邊形（冬季大橢圓）。

冬季六邊形也稱為冬季大橢圓是一個看起來是六邊形的星群，在六個頂點上分別是獵戶座的參宿七、金牛座的畢宿五、御夫座的五車二、雙子座的北河三（跳過北河二）、小犬座的南河三與大犬座的天狼星。雖然主要的天體都在北半球，但是幾乎在地球上所有的陸地上都能看見（除了紐西蘭的南島，南美洲的智利和阿根廷最南邊）這個星群在每年的12月至3月在天空中閃耀著。在熱帶和南半球（稱呼這個星群為「夏季六邊形」或「夏季大橢圓」）還可以延伸至更南邊的老人星。

## 冬季六邊形觀察法
更小但更規則的形狀是「冬季大三角」，幾乎是一個三邊等長的正三角形，與大星群共用兩個頂點（天狼星和南河三），第三個頂點是接近六邊形中心位置的獵戶座參宿四（Betelgeuse、α Ori）。這三顆星都是亮星表上的恆星，從地球上觀察，也都在太陽系之外。參宿四是獵戶座內很容易辨認的一顆1等星，位置在獵戶的肩膀上，可以協助找到這個三角形。一旦確認了三角形，六邊型就很容易發現了。
使用下面各種不同的方法，通過獵戶座內諸星不同方式連線的延伸，也能獨立發現六邊形頂點的每一顆星。
六邊形的星分屬於六個不同的星座，以逆時鐘方向旋轉，從屬於獵戶座的參宿七開始，依序是金牛座、御夫座、雙子座、小犬座和大犬座。

## 冬季六邊形成員
| 中文正稱 | 中文俗稱 | 英語俗稱  | 拜耳命名法 | 所在星座 | 視星等      | 太陽光度    | 光譜型      | 距離（光年） |
| -------- | -------- | --------- | ---------- | -------- | ----------- | ----------- | ----------- | ------------ |
| 參宿七   | 參宿七   | Rigel     | β Ori      | 獵戶座   | 0.12/8.44   | 66,000      | B8Iab       | 約 800       |
| 畢宿五   | 畢宿五   | Aldebaran | α Tau      | 金牛座   | +0.87/13.50 | 150/0.00014 | m2V         | 65.1         |
| 五車二   | 五車二   | Capella   | α Aur      | 御夫座   | 0.08        | 78.5 ± 1.2  | G8III/K0III | 42.2 ± 0.5   |
| 北河三   | 北河三   | Pollux    | β Gem      | 雙子座   | 1.16        | 32          | K0 IIIb     | 33.72        |
| 南河三   | 南河三   | Procyon   | α CMi      | 小犬座   | 0.34        | 7.73        | F5 IV-V/DA  | 11.4 ± 0.03  |
| 天狼星   | 天狼星   | Sirius    | α CMa      | 大犬座   | −1.47 (A)   | 25.4(A)     | A1V (A)     | 8.6 ± 0.04   |

## 外部連結
- WIKISKY.ORG - Interactive Sky Map （页面存档备份，存于）